# Durga Corona
Durga Corona est une corona, formation géologique en forme de couronne, située sur la planète Vénus par -31,1° S et 286,2° E. Elle est localisée dans le quadrangle de Themis Regio. Elle a été nommée en référence à Durga, déesse hindoue de la Terre, de la nature et du mal. 

## Géographie et géologie
Durga Corona couvre une surface circulaire d'environ 227 km de diamètre. 